# Until You Were Gone
"Until You Were Gone" je šesti singl britanskog repera Chipmunka snimljen u suradnji s nizozemskom pjevačicom Esmée Denters. Pjesma je prvi singl s platinastog izdanja njegovog albuma I Am Chipmunk. Pjesma je snimljena u siječnju 2010. godine, a premijerno je puštena 25. veljače 2010. na BBC Radio 1Xtra DJ MistaJamu.